# チェイス〜恋はあせらず〜
『チェイス 〜恋はあせらず〜』（チェイス こいはあせらず）は、シンガポール製作のテレビドラマである。全13話。日本ではクラビット・アリーナ、エー・アイ・アイ、ヤフー、OCNなどで配信されている。このドラマの大きな特徴は、シンガポールのドラマの大半は中国語なのに対し、英語が使われている。このドラマは、日本では「たったひとつのたからもの」、「世界の中心で、愛をさけぶ」などがノミネートされた「アジア・テレビジョン・アワード2005」のシリーズドラマ部門にてノミネートされた。

## 出演
- ガブリエル：アット
- エリー：リンダ・リャオ
- ドラ：カレン・タン